# Geissorhiza elsiae
Geissorhiza elsiae är en irisväxtart som beskrevs av Peter Goldblatt. Geissorhiza elsiae ingår i släktet Geissorhiza och familjen irisväxter. Inga underarter finns listade i Catalogue of Life.